# Garde côtière d'Albanie

La Garde côtière d'Albanie (albanais :  Roja Bregdetare ) est la force de l'ordre maritime d'Albanie. Il s'agit d'une force paramilitaire placée sous l'autorité du Ministère de la défense et ses fonctions opérationnelles en temps de paix sont organisées et commandées par le Centre maritime opérationnel interinstitutionnel (QNOD). La Garde côtière a la responsabilité de la sécurité des eaux territoriales albanaises, de la surveillance maritime et de l'application des lois, ainsi que de la recherche et du sauvetage. Dans les situations de combat opérationnel en temps de paix ou en temps de guerre, la direction et le commandement des garde-côtes albanais passent aux autorités militaires et à la force navale albanaise, une composante  des Forces armées albanaises.

## Historique
Les garde-côtes albanais ont été créés en 2002, à la suite de la ratification par le parlement de la loi n ° 8875 du 4 avril 2002 "sur les garde-côtes". La Garde côtière était équipée de 6 navires de patrouille de classe 200 Super Speranza , donnés par la Garde côtière italienne, qui ont rejoint les trois patrouilleurs côtiers rapides Seaspectre Mk III et les deux vedettes rapides de Classe PCC, donnés par la Garde côtière américaine en 1999-2001. 
En 2004, la Garde côtière reçoit en don 6 autres patrouilleurs, également de la Garde côtière italienne, des vedettes de patrouille de classe 2000.
Depuis le 21 novembre 2016, les garde-côtes albanais ont rejoint le Standing NATO Maritime Group 2 (SNMG2) en mer Égée, en tant qu'État membre de l'OTAN.

## Modernisation
Même avant l'adhésion du pays à l'OTAN, l'Albanie s'était engagée à moderniser les flottes de la Marine et des garde-côtes, car l'ancienne flotte était presque entièrement hors service. En 2007, a été signé un contrat avec le Damen Group néerlandais qui prévoyait la construction de 4 navires de Damen Stan patrol vessel (en) (classe Damen Stan 4207), dont le premier serait construit aux Pays-Bas et 3 autres à la Pasha Liman Base (en) de Vlorë en Albanie. Le premier navire de patrouille, nommé Iliria (P-131) , a été construit et livré en août 2008. Ce qui a permis la construction suivante de 3 autres navires de patrouille à la base de Pasha Liman par des charpentiers albanais assistés par les experts du groupe Damen. Le deuxième navire de patrouille Oriku (P-132) fut mis en service en septembre 2011, le troisième navire, Lisus (P-133), en 2012 et le quatrième Butrint (P-134) en 2013.

### Classe Damen Stan 4207
Cette classe est capable de fonctionner loin de sa base pendant 14 jours à une distance de 1.750 milles marins (3.250 km). Avec les eaux territoriales albanaises constituées de 225 milles (415 km) de côtes et s'étendant sur 12 milles marins (22 km) du rivage, un Stan Patrol 4207 pourrait vraisemblablement patrouiller l'intégralité des eaux territoriales de l'Albanie en une seule mission. Bien que sa vitesse de croisière soit de 12 nœuds, il est capable d'atteindre des vitesses allant jusqu'à 30 nœuds, une vitesse qui permet de poursuivre de nombreux autres bateaux. Il est assez grand pour un bateau de patrouille, étant un peu plus de 42 m de longueur. Bien que cette taille diminue la maniabilité, elle permet à l'engin d'avoir des caractéristiques de maniabilité exceptionnelles en eau libre, ce qui le rend utile pour les patrouilles en haute mer auxquelles l'Albanie peut participer sous les auspices de l'OTAN.
Ce navire est également équipé d'un bateau semi-rigide (RIB) de 7 mètres capable de transporter six personnes, une caractéristique qui pourrait s'avérer utile si la marine ou la garde côtière albanaise devaient monter à bord d'un navire ou poursuivre un intrus dans les eaux nécessitant un engin très maniable. De plus, le Stan Patrol 4207 comprend un système de lutte contre les incendies embarqué, permettant au navire de servir à la fois de patrouilleur et de véhicule d'intervention d'urgence.
L'Albanie bénéficie également de l'acquisition récente d'un système avancé d'observation radar qui peut transmettre ses images. Ce système améliore certainement la capacité de l'Albanie à défendre son littoral en dirigeant les navires vers des zones potentiellement problématiques dans les eaux côtières albanaises et au-delà. En outre, grâce à cette amélioration, les perspectives de l'Albanie de servir à la sécurité dans la mer Adriatique seront renforcées grâce aux programmes de partage des renseignements de l'OTAN.

## Flotte actuelle
| Classe                 | Type               | Origine            | Navire                                                      | Image              | Remarque            |
| Patrouilleur côter     | Patrouilleur côter | Patrouilleur côter | Patrouilleur côter                                          | Patrouilleur côter | Patrouilleur côter  |
| ---------------------- | ------------------ | ------------------ | ----------------------------------------------------------- | ------------------ | ------------------- |
| Classe Damen Stan 4207 |                    | Pays-Bas Albanie   | Iliria (P-131) Oriku (P-132) Lisus (P-133) Butrinti (P-134) |                    | Déplacement : 200 t |
| Sea Spectre Mk III     |                    | États-Unis         | R 215 R 216 R 118                                           |                    | Déplacement : 41 t  |
| Classe PCC             |                    | États-Unis         | R 117 R 217                                                 |                    | Déplacement : 18 t  |
| Super Speranza         |                    | Italie             | R ??? R 123 R 124 R 225 R 226                               |                    |                     |
| RB-M                   |                    | États-Unis         | 5 vedettes                                                  |                    |                     |
| Classe 2000            |                    | Italie             | R 125 R 126 R 127 R 128 R 224 R 227 R 228                   |                    |                     |